# Ян Якуб Шимонович
Ян Якуб Шимонович (Симонович) (пол. Jan Jakub Symonowicz; 29 грудня 1740, Кам'янець-Подільський — 3 жовтня 1816, Львів, Австрійська імперія) — церковний діяч, архієпископ львівський вірменської католицької церкви (1801—1816).

## Біографія
Народився в сім'ї вірменина. Хрещений в Кам'янці-Подільському. Закінчив клас риторики в Кам'янець-Подільському єзуїтському колегіумі, у вересні 1758 приїхав у Львів, і в тому ж році поступив на навчання в Папський колегіум театинців у Львові (Collegium Pontificii Leopoliensis). Після шести років вивчення філософії і теології 11 серпня 1764 р. був висвячений в сан священика «título missionis» (місіонера на схід). Після закінчення колегіуму театинців вступив у колегіум у Варшаві, для підготовки до служіння апостольським нунцієм. Крім рідної, володів польською, латинською, німецькою, французькою та італійською мовами.
Після повернення до Львова, протягом 16 років був проповідником вірменського кафедрального собору, працював в консисторії апостольським нотаріусом. З 1783 р. — останній парафіяльний священик вірмено-католицької церкви в Луцьку. З 1785 р. служив генеральним вікарієм вірменського кафедрального собору при Архієпископі Якубові Валеріані Тумановичеві, був головою консисторії, керував Інститутом убогих у Львові.
У 1798 р. призначений Святим Престолом латинським архієпископом львівським вірменського обряду. Через ув'язнення і смерть папи Пія VI та австро-французьку війну затвердження на посаді відбулося лише через 3 роки — 1 березня 1801 року.
З 1800 читав лекції з теології у Львівському університеті, декан богословського факультету. Відомий знавець історії вірмен у Польщі. Допомагав історику Т. Чацкому, зокрема, надавши йому документ від 1062 року, виданий легендарним російським князем Феодором Дмитрович із запрошенням вірмен на Русь.
Наполегливо клопотався перед Римом про поширення своєї юрисдикції в Російській імперії, про створення з відома російського уряду вірмено-католицької єпархії в Росії. Святіший Престол у жовтні 1803 р. відправив свого нунція в Санкт-Петербург з інструкціями про створення єпископства вірмен-католиків в Росії, однак, справа з різних причин не мало успішного результату. Шимонович сам звертався до російського уряду і імператора Олександра I з цим проханням.
У 1810 р. призначений таємним радником австрійського імператора Франца II.
Помер 3 жовтня 1816 року і похований на Личаківському цвинтарі у Львові.